# 方丹埃图普富尔
方丹埃图普富尔（法語：Fontaine-Étoupefour，法語發音：[fɔ̃tɛn etupfuʁ] ⓘ）是法国卡尔瓦多斯省的一个市镇，属于卡昂区。

## 地理
方丹埃图普富尔（49°8'46"N, 0°27'15"W）面积5.08 平方千米，位于法国诺曼底大区卡爾瓦多斯省，该省份为法国西北部沿海省份，北濒大西洋英吉利海峡，东北与滨海塞纳省以海上边界相接，东临厄尔省，南至奧恩省，西与芒什省接壤。
与方丹埃图普富尔接壤的市镇（或旧市镇、城区）包括：奥东河畔巴龙、埃泰尔维尔、马尔托、穆昂、韦尔松、维约。

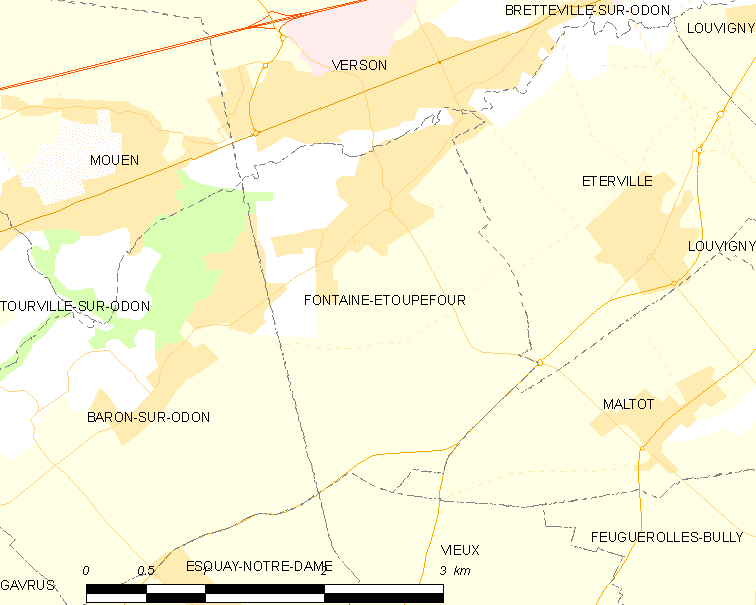
方丹埃图普富尔的OSM定位图

方丹埃图普富尔的时区为UTC+01:00、UTC+02:00（夏令时）。

## 行政
方丹埃图普富尔的邮政编码为14790，INSEE市镇编码为14274。

## 政治
方丹埃图普富尔所属的省级选区为埃夫勒西县。

## 人口

1962-2008年间方丹埃图普富尔人口变化图示

方丹埃图普富尔于2022年1月1日时的人口数量为2812人。